# Heinrich Bürkle de la Camp
Heinrich Bürkle de la Camp (* 3. Juni 1895 in Bonndorf im Schwarzwald; † 2. Mai 1974 in Dottingen) war ein deutscher Chirurg und Sanitätsoffizier (Generalarzt).

## Leben
Nach Ende des Ersten Weltkrieges studierte Bürkle de la Camp an den Universitäten Freiburg und Leipzig Medizin. Nach dem Staatsexamen und der Promotion arbeitete er am Freiburger Pathologischen Institut unter Ludwig Aschoff, später an der dortigen Chirurgischen Klinik. 1929 habilitierte sich Bürkle de la Camp in München mit der Habilitationsschrift „Zur Pathologie und Chirurgie der peptischen Schädigungen des Magen-Darmkanals“. 1931 entwickelte er eine Apparatur zur einfacheren Bluttransfusion.  1933 wurde er ebenfalls zum außerordentlichen Professor für Chirurgie ernannt. 
Wenig später wechselte er als Chefarzt an die Chirurgische Klinik und Poliklinik der Berufsgenossenschaftlichen Krankenheilanstalt „Bergmannsheil“ in Bochum. An der Bochumer Klinik blieb er bis 1962 tätig. 1933 oder 1935 wurde er außerordentlicher Professor für Unfallchirurgie an der Medizinischen Akademie Düsseldorf. 
Am 29. Juni 1937 beantragte Bürkle de la Camp die Aufnahme in die NSDAP und wurde rückwirkend zum 1. Mai desselben Jahres aufgenommen (Mitgliedsnummer 5.297.899). Im Zweiten Weltkrieg diente er als Generalarzt. Nach Kriegsende steuerte er für die Verteidigung von Karl Gebhardt und Oskar Schröder, beide im Nürnberger Ärzteprozess angeklagt, Aussagen bei. 1950 oder 1960 wurde er mit dem Großen Verdienstkreuz der Bundesrepublik Deutschland ausgezeichnet. 1952 betreute er den schwer kranken Generalfeldmarschall Albert Kesselring nach dessen Entlassung aus der Haft. 1954 wurde Bürkle de la Camp Präsident der Deutschen Gesellschaft für Chirurgie (DGCH), zudem war er Vorsitzender der Deutschen Gesellschaft für Unfallchirurgie (DGU). Ab 1963 war Bürkle de la Camp im Beirat für das Sanitäts- und Gesundheitswesen beim Bundesverteidigungsminister vertreten.
Die Vereinigung Nordwestdeutscher Chirurgen wählte ihn zum Ehrenmitglied.
Ihm zu Ehren wird von der Bundeswehr die Heinrich-Bürkle-de-la-Camp-Medaille für Verdienste in der Medizin verliehen, der Platz vor der Bochumer Klinik Bergmannsheil ist ebenfalls nach ihm benannt.
Zu seinen Schülern gehörte der Chirurg und Anästhesiologe Friedrich Wilhelm Ahnefeld.
Heinz Bürkle heiratete 1920 Oda de la Camp . Er nahm ihren Namen an. Seine Frau Oda war die Tochter des Röntgenologen und Internisten Oskar de la Camp.

## Veröffentlichungen (Auswahl)
- Wandlungen und Fortschritte in der Lehre von den Knochenbrüchen. In: Langenbecks Archiv für klinische Chirurgie. Band 276, 1953, S. 163 ff., und Band 279, 1954, S. 26 ff.
- Heinrich Bürkle de la Camp (Hrsg.): Chirurgenverzeichnis. 5. Auflage. Springer, Berlin / Heidelberg / New York 1969, ISBN 3-642-49513-3